# マーリン・メルツァー
マーリン・ウェスコフ・メルツァー（Marlyn Wescoff Meltzer、1922年 - 2008年12月4日）は、世界初の汎用電子デジタルコンピュータであるENIACの、6人のオリジナルのプログラマのうちの1人である。

## 生涯

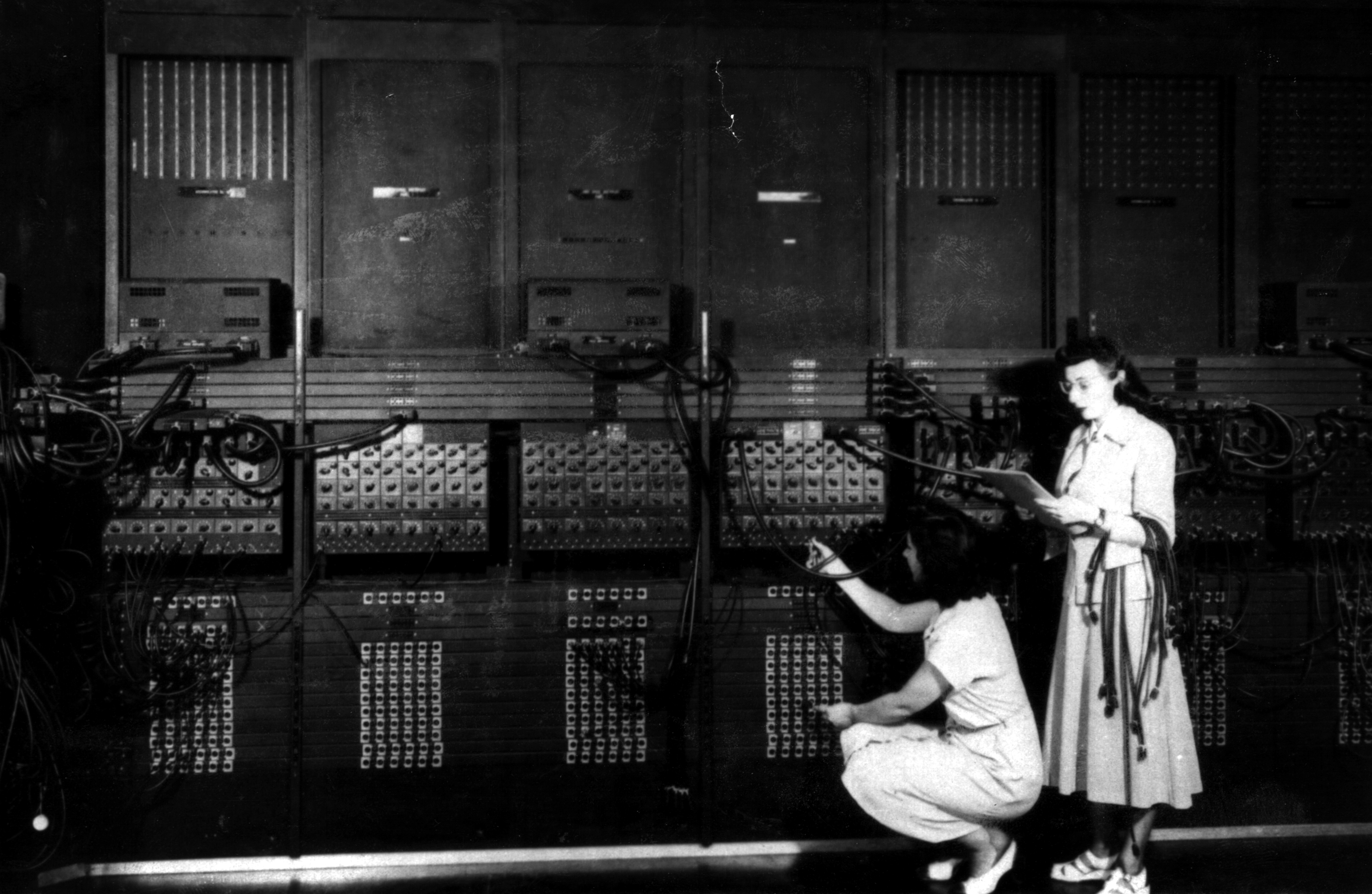
ENIACのプログラミングのために配線を変えているプログラマ。ルース・リターマン（左）とマーリン・ウェスコフ（右）

メルツァーはフィラデルフィアに生まれ、1942年にテンプル大学を卒業した。その年の終わり、彼女は加算機の使い方を知っていたことから、ペンシルベニア大学ムーア・スクール（電気工学部）に計算手として雇用され、天候の計算を行った。1943年からは弾道軌道の計算を行った。これらの計算は、手動の卓上機械式計算機を使用して行われた。1945年に、彼女はENIACの最初のプログラマの1人に選ばれた。
ENIACは、黒い8フィートのパネルを40個備えた巨大な装置だった。プログラマは、装置を介してデータとプログラムを処理するために、3000個のスイッチと多数のトレイにある電話交換コードを使用して、物理的にプログラムする必要があった。
メルツァーは、ルース・リターマンとともにはENIACプロジェクトの特別な領域の一部を担当した。アナログ技術を使用して、彼女らは弾道軌道方程式を計算した。1946年、ENIACは一般大衆と報道機関の前で公開された。
当時、コンピュータで作業している女性にについては、世間にはほとんど認識されていなかった。この間、ENIACは非常に重要な装置になり、ハードウェアを製作した男性エンジニアはすぐに有名になった。しかし、そのソフトウェアを作り、実際に機械を動かした女性たちはすぐに歴史から姿を消した。メルツァーは、1947年にENIACがアバディーン性能試験場の弾道研究所に移される前に、結婚のために退職した。
メルツァーは、Shir Ami Libraryと日曜学校でのボランティア活動を行っていた。彼女はまた、ニュージャージー州ユーイングのグリーンウッドハウスで10年以上にわたって食事の提供を行っていた。
晩年の4年間、彼女はフィラデルフィアのスーザン・B・コーメン財団のために、化学療法を受けた患者のための帽子を500個以上編んでいた。
メルツァーは、2008年12月7日にペンシルベニア州バックス郡ヤードリーで亡くなった。

## 賞と栄誉
1997年、メルツァーはENIACの他のオリジナルのプログラマとともにWomen in Technology International(WITI)の女性技術者の殿堂入りを果たした。この賞は、科学技術のコミュニティに対して女性が行った顕著な貢献を認め、称賛し、促進するために、1996年にWITIによって設立されたものである。
ペンシルバニア大学における彼女のENIACでの仕事は、2010年のドキュメンタリー映画"Top Secret Rosies: The Female "Computers" of WWII"で紹介された。